# وارهاك (لعبة فيديو 1995)
وارهاك (بالإنجليزية: Warhawk)‏ ، هي لعبة فيديو من نوع لعبة التحكم المركبات، أنتجت عام 1995م، ونشرها شركة سوني كمبيوتر إنترتينمنت.

## وصلات خارجية
- Warhawk at GameSpot
- Warhawk على موبي غيمز
- Warhawk review at Gaming Target